# ISO 3103
ISO 3103は、国際標準化機構によって定められた、茶の淹れ方の標準である。1980年に英国規格協会が定めたBS 6008:1980を基にして、第34技術委員会（食品工業）の第8副委員会（茶）で定められた。
要約では次のように述べられている。
| 「 | この方法では、陶磁器または土器のポットの中で湯によって茶葉の可溶性成分を抽出すること、その液体を陶磁器または土器の白いカップに注ぐこと、注がれた茶葉の状態を調べること、そうして作られたミルクを入れた、もしくは入れていない液体について規定している。 | 」 |

この標準では、茶を淹れる適切な方法を示すのではなく、科学的な試験に供する際の茶の調整法を定めている。そのような試験の例としては、収穫期ごとに行われるブレンド茶の味の検査などがある。
この標準では、湯を茶葉に注いでちょうど6分置くことを求めている。
この標準の最初の作成者は1999年度のイグノーベル賞を受賞した。（cf. イグノーベル賞受賞者の一覧#1999年）

## 詳細
- ポットは白の陶磁器か釉薬を塗った土器とする。またポットの内側に緩くはまる蓋がなければならない。
- 大きなポットを使う場合は、容量は310ml (±8ml) 以下で重量は200g (±10g) でなければならない。
- 小さなポットを使う場合は、容量は150ml (±4ml) 以下で重量は118g (±10g) でなければならない。
- 湯100mlあたり、2g（許容誤差±2%）の茶葉をポットに入れる。
- 湯はポットの縁から4-6mmのところまで注ぐ。
- 硬水は使ってはならない。
- 茶葉の抽出時間は6分間である。
- 抽出された溶液は、白の陶磁器か釉薬を塗ったカップに注ぐ。
- 大きなカップを使う場合は、容量は380mlで重量は200g (±20g) とする。
- 小さなカップを使う場合は、容量は200mlで重量は105g (±20g) とする。
- ミルクを含む試験体の場合は、茶を注ぐ前または後に入れる。
- 茶の温度が65-80℃である場合、ミルクは茶を注いだ後に入れるのが望ましい。
- 大きなカップには5ml、小さなカップには2.5mlのミルクを入れる。

## 競合する他の標準
ジョージ・オーウェルは紅茶の入れ方に関するエッセイ一杯のおいしい紅茶 A Nice Cup of Tea, 1946を書いた。
2003年、イギリスの王立化学会は、ジョージ・オーウェル生誕100周年を記念し、美味しい茶の淹れ方を示したHow to make a Perfect Cup of Teaというリリースを出した。